# Phlebobranchia
Phlebobranchia zijn een orde van zakpijpen.

## Families
De volgende families zijn bij de orde ingedeeld:
- Agneziidae Monniot C. & Monniot F., 1991
- Ascidiidae Herdman, 1882
- Cionidae Lahille, 1887
- Corellidae Lahille, 1888
- Dimeatidae Sanamyan, 2001
- Hypobythiidae Sluiter, 1895
- Octacnemidae
- Perophoridae Giard, 1872
- Plurellidae Kott, 1973

### Synoniemen
- Agnesiidae Huntsman, 1912 => Agneziidae Monniot C. & Monniot F., 1991